# Mary Khan-Hohloch
Mary Khan-Hohloch (ur. 25 czerwca 1994 we Frankfurcie nad Menem) – niemiecka polityk, działaczka Alternatywy dla Niemiec, deputowana do Parlamentu Europejskiego X kadencji.

## Życiorys
Kształciła się na studiach licencjackich z prawa publicznego i religioznawstwa. Pracowała w branży medialnej. W 2016 dołączyła do Alternatywy dla Niemiec. Początkowo działała w heskim oddziale młodzieżówki Junge Alternative für Deutschland, gdzie była wiceprzewodniczącą oraz w miejskim oddziale AfD w Rodgau. Później przeszła do struktur partii w Brandenburgii. W latach 2018–2022 pozostawała federalną wiceprzewodniczącą organizacji młodzieżowej.
W 2023 została wskazana jako kandydatka AfD w wyborach europejskich w 2024. Wkrótce po tej nominacji ujawniono, że podawane przez nią pierwotnie informacje biograficzne były niewiarygodne. Kierownictwo partii potwierdziło nieprawidłowości i udzieliło jej upomnienia; nie zdecydowano się jednak skreślić jej z listy wyborczej. W wyniku głosowania z czerwca 2024 Mary Khan-Hohloch uzyskała mandat posłanki do Europarlamentu X kadencji.

## Życie prywatne
Córka Pakistańczyka, który pod koniec lat 80. wyemigrował do Niemiec. Od 2019 zamężna z politykiem Dennisem Hohlochem, z którym ma córkę.